# Suppasit Jongcheveevat
Suppasit Jongcheveevat (in thailandese ศุภศิษฏ์ จงชีวีวัฒน์), noto anche con lo pseudonimo di Mew (in thailandese มิว) (Bangkok, 21 febbraio 1991), è un attore, cantautore e modello thailandese.
È conosciuto principalmente per il ruolo di Tharn in TharnType: The Series. Nel 2020 ha fondato i Mew Suppasit Studio (MSS), di cui è CEO.
Oltre alla carriera nel mondo della recitazione, ha intrapreso anche la strada da cantante professionista, e con il suo album di debutto 365, uscito ad agosto 2021, è stato il primo artista thailandese a entrare nella classifica World Digital Song Sales di Billboard. Collabora con diversi brand come modello o ambasciatore, e ha preso parte ad attività di sensibilizzazione ambientale, raccolte fondi per cause umanitarie, seminari e conferenze. 
Il 25 ottobre 2024 ha ufficialmente fatto la proposta di matrimonio all'attore Pakorn Thanasrivanitchai dopo due anni di relazione.

## Biografia

### Infanzia e formazione
Suppasit Jongcheveevat nasce il 21 febbraio 1991 a Nonthaburi, distretto e provincia dell'area metropolitana di Bangkok, in Thailandia, da Boonsak Jongcheveevat (padre) e Suporn Jongcheveevat (madre). Ha una sorella minore, Jomkwan.
Ottiene il diploma alla Kasetsart University Laboratory School, specializzandosi in scienze e matematica. Successivamente intraprende la carriera universitaria presso la Kasetsart University di Bangkok, laureandosi con lode in ingegneria industriale e ricevendo la Medaglia d'Oro, ossia la massima onorificenza accademica per gli eccellenti risultati ottenuti durante gli studi. Prosegue con un master, sempre in ingegneria Industriale, presso l'Università Chulalongkorn, dove presta anche servizio come assistente del professore insegnando per un periodo statistica agli studenti della facoltà di ingegneria. Nella medesima università ha poi iniziato a svolgere un dottorato di ricerca in Ingegneria Industriale.

### Carriera nella recitazione
Jongcheveevat muove i primi passi nel mondo dello spettacolo nel 2009, prendendo parte a diverse pubblicità e video musicali di altri artisti come modello e comparsa. Nel 2014 arrivano i primi ingaggi da attore per piccoli ruoli in serie TV e cortometraggi. Nel 2017 viene scelto per Take Me Out Thailand, versione thailandese dell'omonimo reality show australiano di appuntamenti al buio, e successivamente partecipa anche allo spin-off dello show, Take Me Out Reality Thailand. Nello stesso periodo inizia la sua carriera di attore nelle serie BL thailandesi: riceve infatti una parte in I Am Your King: The Series (2017). L'anno successivo viene scelto per il suo primo ruolo da protagonista nel BL What The Duck: The Series (2018), dove interpreta Pree per due stagioni.
Nel 2019, Jongcheveevat partecipa al casting per TharnType: The Series. Nonostante si presenti per un ruolo secondario, viene scelto per interpretare uno dei due protagonisti, Tharn. Al momento della messa in onda, ad ottobre dello stesso anno, la serie guadagna immediatamente popolarità in Thailandia e pian piano conquista anche il pubblico internazionale. L'inaspettata risonanza mediatica della storia e soprattutto il legame tra i membri del cast principale fanno aumentare la fama degli attori protagonisti, portando Jongcheveevat e la sua co-star, Kanawut Traipipattanapong, ad essere conosciuti a livello mondiale come MewGulf, nome composto dai loro soprannomi thailandesi, rispettivamente Mew e Gulf. A inizio 2020 entrambi gli attori appaiono in un cameo di pochi minuti in un'altra serie BL, Why R U?, mantenendo i ruoli di Tharn e Type, e a febbraio vincono il premio "Best Kiss Scene" ai LINE TV Awards 2020. Una seconda stagione di TharnType va in onda nel 2020. Registrato a ottobre dell'anno precedente, il 9 marzo 2021 viene distribuito il cortometraggio d'azione chiamato Undefeated di Garena Free Fire Thailand.
Jongcheveevat interpreta il ruolo di Maen, un uomo ordinario a cui piace aiutare le persone del quartiere nonostante venga spesso frainteso e ritenuto strano, nella mini serie Super Maen girata per il progetto Drama For All dell'emittente Thai PBS, che viene distribuita in due parti il 21 e 22 agosto 2021.

### Carriera nella musica
Il 1º agosto 2020 Jongcheveevat debutta come cantante pubblicando il suo primo singolo Season of You, seguito dal suo secondo singolo Nan Na il 19 novembre. Si esibisce quindi in alcuni festival di musica della Thailandia, Cat Expo, il maggior evento per musica indie del paese, e il Big Mountain Music Festival, il più grande festival di musica all'aperto del sud-est asiatico. Il 4 febbraio 2021 pubblica il suo terzo singolo intitolato Good Day e primo con un testo misto, in lingua thailandese e inglese.  Il 21 febbraio, in occasione del suo trentesimo compleanno, organizza un concerto online dal titolo Mew: Once Upon A Time B-Day Live Concert attraverso la piattaforma di live streaming V LIVE+.
Jongcheveevat pubblica il suo quarto singolo Thanos il 14 marzo 2021, cui fa seguito il suo quinto singolo Summer Fireworks il 18 giugno: è la prima canzone pensata per il pubblico internazionale, con testo interamente in inglese, da lui scritta e composta e dedicata a una fan venuta a mancare l'anno prima a causa di una malattia. Il 15 luglio viene distribuito il video di Tell Me, canzone uscita il mese precedente sulla piattaforma JOOX. Il 1º agosto 2021, in occasione del primo anniversario dal suo debutto ufficiale come cantante, pubblica il suo primo album 365. Cinque tra le canzoni dell'album hanno raggiunto la top 10 della classifica World Digital Song Sales di Billboard, rendendolo il primo artista thailandese a entrarvi.
Dopo aver collaborato nel mesi precedenti con il cantante-compositore americano Gavin Haley, il 25 agosto 2021 viene rilasciato il video musicale del duetto in versione acustica di The Way I Am, canzone dello stesso Haley. Il 5 ottobre il MSS annuncia il Global Collaboration Project 2021, un progetto di produzione musicale che vedrà collaborare Jongcheveevat con vari artisti internazionali. Il lancio avviene col primo singolo intitolato Spaceman, prodotto e scritto dal duo britannico di musica elettronica Honne. Il 9 ottobre Jongcheveevat presenta per la prima volta la canzone dal vivo e in anteprima all'Asia Song Festival 2021, dove era stato precedentemente scelto come artista di rappresentanza del panorama musicale thailandese.
Il 12 novembre 2021 esce il video musicale di Love-Hate, canzone in collaborazione con Violette Wautier per il progetto Free Fire 4 FEST e già distribuita su diverse piattaforme digitali nel mese di agosto. Per la seconda fase del Global Collaboration Project, collabora con il cantautore coreano Sam Kim nel singolo Before 4:30 (She Said...), che esce il 19 dicembre 2021. Jongcheveevat stabilisce un nuovo record nella storia della musica thailandese quando Before 4:30 (She Said...) debutta contemporaneamente in due diverse classifiche di vendita su Billboard: alla posizione 4 nella R&B Digital Song Sales e alla 8 della R&B/Hip-Hop Digital Song Sales.

### Mew Suppasit Studio e altri lavori
Il 5 maggio 2020 fonda un management team  che si occupa della programmazione della sua agenda lavorativa, il Mew Suppasit Studio (MSS), diventandone CEO. Nel 2022 il business si è espanso con MSS Connection, un'agenzia di spettacolo per nuovi artisti con svariati progetti inerenti alla musica e all'intrattenimento.
Dall'8 febbraio al 5 aprile 2021 è stato co-conduttore, assieme a June Teeratee, del programma di musica di Workpoint TV T-Pop Stage.
Suppasit ha lavorato con vari brand, tra cui Gucci, Johnnie Walker e Bulgari. È l'ambasciatore di Skechers per il sud-est asiatico, di Candy Thailand, della piattaforma di shopping online Shopee Thailandia, di Garena Free Fire Thailandia, un gioco di ruolo multigiocatore, e di Playmore, marchio thaildandese di caramelle. Nel 2021 è divenuto promotore del brand Taro, un'azienda di snack al pesce, e di Yves Rocher Thailand.
Nel 2020 è stato il primo uomo ad apparire sulla copertina di Cosmopolitan Indonesia, nel numero dedicato al 23º anniversario.
Nel 2021, secondo Howe Magazine, risulta essere una delle 50 persone più influenti della Thailandia accanto ad altri 50 famosi influencer, uomini d'affari e dirigenti che hanno archiviato successi in più campi. È presente anche nella lista POP Powerful Voices in Crisis di The Standard Pop che dà riconoscimento agli artisti che, oltre a creare arte nell'industria dell'intrattenimento, creano un impatto nella società in tempo di crisi. Ha preso parte a conferenze e seminari in cui ha affrontato vari argomenti, tra cui temi relativi al suo percorso di studi, strategie di business, cyberbullismo, problematiche ambientali e la sua carriera.

## Filmografia

### Serie Televisive
| Anno | Titolo                              | Ruolo | Canale                         | Nota                                                                                      |
| ---- | ----------------------------------- | ----- | ------------------------------ | ----------------------------------------------------------------------------------------- |
| 2014 | บันทึกกรรม [Ban Tuk Kam]              | Max   | Channel 3                      | Episodio: ความลับ(รัก)ของเซเลป [Kwam Lab (Rak) Kong Sup Tar] The secret(love) of super star |
| 2014 | บันทึกกรรม [Ban Tuk Kam]              | Top   | Channel 3                      | Episodio: ล่าแต้ม [La Taem] Collecting point                                                |
| 2014 | บันทึกกรรม [Ban Tuk Kam]              | Get   | Channel 3                      | Episodio: เกมนรกเดือด [Game Na Rok Deead] Hot Hell                                         |
| 2014 | หนังสั้นรักจริงปิ๊งเก้อ [Rak Jing Ping Ger] | Bird  | BANG CHANNEL                   | Episodio: Happy Bad Day                                                                   |
| 2015 | เหลี่ยมโจร [Liam Jone]                | Mek   | Channel 3                      | Episodio: หนี้บัตร [Nee Bad] Card debts                                                      |
| 2016 | สูตรรักชุลมุน [Soot Ruk Chun La Moon]   | Game  | ONE 31                         | Episodio 4: เจ้ากวางน้อย [Jao Kwang Noi] Oh! Little dear                                    |
| 2016 | เราเกิดในรัชกาลที่ ๙ เดอะซีรี่ส์            | Mew   | ONE 31                         | ดุงแสงทองส่อง                                                                               |
| 2017 | I AM YOUR KING - ผมขอสั่งให้คุณ         | Peem  | 9NAA Channel                   |                                                                                           |
| 2018 | What The Duck - รักแลนดิ้ง             | Pree  | LINE TV                        |                                                                                           |
| 2019 | What The Duck Final Call Season2    | Pree  | LINE TV                        |                                                                                           |
| 2019 | TharnType The Series                | Tharn | ONE 31 in replica su LINE TV   |                                                                                           |
| 2020 | Why R U?                            | Tharn | ONE 31                         | cameo                                                                                     |
| 2020 | TharnType 2: 7 Years of Love        | Tharn | ONE 31 in replica su LINE TV   |                                                                                           |
| 2021 | Drama For All: Super แม้น            | Maen  | Thai PBS in replica su VIPA.me |                                                                                           |
| 2022 | The Ocean Eyes                      | Natee | TBA                            | TBA                                                                                       |

### TV show e Varietà
| Anno | Titolo                                    | Ruolo           | Canale        | Note            |
| ---- | ----------------------------------------- | --------------- | ------------- | --------------- |
| 2017 | Take Me Out Thailand                      | ospite          | TV Thunder    | S11, ep. 17     |
| 2017 | Take Me Out Reality Thailand              | membro del cast | TV Thunder    | S2, ep. 1-5     |
| 2020 | 6 Scenes (หกฉากครับจารย์)                   | ospite regolare | Workpoint TV  | St. 2020/2021   |
| 2020 | Preawpak 2020 (เปรี้ยวปาก 2563)             | ospite          | Channel 3     | ep. 1 ; 48      |
| 2020 | The Wall Song (The Wall Song ร้องข้ามกำแพง) | ospite          | Workpoint TV  | ep. 12          |
| 2020 | WOODY SHOW                                | ospite          | Channel 7     | ep. 7           |
| 2021 | Sound Check                               | ospite          | One 31        | ep. 3           |
| 2021 | T-Pop Stage                               | conduttore      | Workpoint TV  | -               |
| 2021 | Follow My Fellow                          | membro del cast | POPS Thailand | ep. 1-5 ; 32-34 |
| 2021 | Eat Am R (อาพากิน)                         | ospite          | One 31        | ep. 3           |
| 2021 | ก็มาดิคร้าบ (JOKER FAMILY)                   | ospite          | Workpoint TV  | ep. 8           |
| 2021 | Hollywood Game Night Thailand             | ospite          | Channel 3     | ep. 12          |
| 2021 | ตีท้ายครัว (Tee Tai Krua)                    | ospite          | Channel 3     | -               |
| 2021 | The Money Drop Thailand                   | ospite          | Channel 7     | ep. 67          |
| 2021 | THE FANDOM                                | ospite          | Channel 3     | ep. 10          |
| 2021 | The Wall Song (The Wall Song ร้องข้ามกำแพง) | ospite          | Workpoint TV  | ep. 50          |
| 2021 | I Can See Your Voice Thailand             | ospite          | Workpoint TV  | ep. 285         |
| 2021 | ตามสัญญา (Journey of Life)                 | ospite          | PPTV HD 36    | ep. 98          |

### Cortometraggi
- ภาพถ่าย [Photograph][15] - short film di Retrospect (2017)
- UNDEFEATED[16] - live action per Garena Free Fire (2021)

### Apparizioni in Video Musicali
- 2009 – จะรักหรือไม่รัก feat. กระแต [Will you love me or not? feat. Kratae][17] di Dr. Fuu
- 2011 – คำถามอยู่ที่ฉัน คำตอบอยู่ที่เธอ [Question is on me, answer is on you][18] di Pancake
- 2012 – แฟนน่ารัก [Pretty Boyfriend][19] di Olives
- 2020 – It Takes Two[20] di STAMP
- 2021 – Blush[21] di Zom Marie
- 2021 – ไม่ต้องพยายาม [Don't Try][22] di The Glass Girls (Unit Grande)

## Discografia

### Album in studio
- 2021 – 365

### Singoli
- 2020 – Season of You
- 2020 – Nan Na (feat. NICECNX)
- 2021 – Good Day
- 2021 – Thanos
- 2021 – Summer Fireworks
- 2021 – Drowning
- 2021 – Spaceman
- 2021 – Before 4:30 (She Said...) (feat. Sam Kim)
- 2021 – Season of You (Winter Version)
- 2021 – Spaceman (Acoustic Version)

### Altre canzoni
- 2019 – You
- 2020 – Hold Me Tight) (Acoustic Version) per la colonna sonora di TharnType: The Series
- 2020 – Season of You - Live in a day
- 2021 – Tell Me
- 2021 – Love-Hate (con Violette Wautier)
- 2021 – The Way I Am (con Gavin Haley)
- 2021 – ผิดที่เป็นฉัน (con Indigo)
- 2021 – Summer Fireworks (con Indigo)

## Showcase, Concerti e Fan Meeting

### Showcase
| Data              | Nome Evento                                                 | Location                       |
| ----------------- | ----------------------------------------------------------- | ------------------------------ |
| 1 agosto 2020     | Season of You Global Press Conference                       | Serealscape Studio             |
| 20 settembre 2020 | MSS Across The Universe Showcase                            | KBank Siam Pic-Ganesha Theatre |
| 19 novembre 2020  | Global Press Conference, Mew Suppasit - 2nd Single 'Nan Na' | Union Hall                     |

### Concerti
| Data             | Nome Evento                             | Location                  |
| ---------------- | --------------------------------------- | ------------------------- |
| 31 dicembre 2020 | MSS COUNTDOWN CONCERT                   | Live Streaming su V LIVE  |
| 21 febbraio 2021 | MEW Once Upon a Time B DAY LIVE CONCERT | Live Streaming su V LIVE+ |

### Fan Meeting
| Data             | Nome Evento                                                            | Location                                   |
| ---------------- | ---------------------------------------------------------------------- | ------------------------------------------ |
| 21 luglio 2018   | What the Duck the Series 1st Live and Meet in Manila 2018: THE ARRIVAL | Teatrino Promenade Greenhills, Philippines |
| 2 febbraio 2020  | Mew Special Hour                                                       | M Theatre                                  |
| 9 febbraio 2020  | TharnType The Series Fan Meeting in Bangkok                            | Union Hall                                 |
| 15 febbraio 2020 | MEW and I: Mew Suppasit 1st Live and Meet in Manila 2020               | Teatrino Promenade Greenhills, Philippines |

## Premi
| Anno | Premio                                   | Categoria                               | Risultato | In lista per              | Note                          |
| ---- | ---------------------------------------- | --------------------------------------- | --------- | ------------------------- | ----------------------------- |
| 2020 | Line TV Awards 2020                      | Best Kiss Scene                         | Vinto     | TharnType: The Series     | con Kanawut Traipipattanapong |
| 2020 | Kazz Awards 2020                         | Male Teenager of the Year               | Vinto     | TharnType: The Series     |                               |
| 2020 | Kazz Awards 2020                         | Best Couple of the Year                 | Nominato  | TharnType: The Series     | con Kanawut Traipipattanapong |
| 2020 | Kazz Awards 2020                         | Best Scene                              | Vinto     | TharnType: The Series     | con Kanawut Traipipattanapong |
| 2020 | Howe Awards 2019                         | Best Couple                             | Vinto     | TharnType: The Series     | con Kanawut Traipipattanapong |
| 2020 | Thai Crazy Awards 2020                   | Best Couple                             | Vinto     | TharnType: The Series     | con Kanawut Traipipattanapong |
| 2020 | Maya Awards 2020                         | Best Couple                             | Vinto     | TharnType: The Series     | con Kanawut Traipipattanapong |
| 2020 | Maya Awards 2020                         | Male Star                               | Vinto     | TharnType: The Series     |                               |
| 2020 | Shopee Live Mega Festival 2020           | Best Couple                             | Vinto     |                           | con Kanawut Traipipattanapong |
| 2020 | Vogue Beauty Readers' Choice Awards 2020 | Fresh Face of 2020                      | Vinto     |                           |                               |
| 2020 | Zoomdara Awards & Showcase 2020          | Zoomdara of the Year, People's Favorite | Vinto     |                           |                               |
| 2020 | True Insider                             | Best of the Year 2020                   | Vinto     |                           |                               |
| 2021 | Thairath_Ent                             | Best Couple of the Year                 | Vinto     |                           | con Kanawut Traipipattanapong |
| 2021 | T-POP Stage                              | Music of the Week (Week 1)              | Vinto     | Good Day                  |                               |
| 2021 | T-POP Stage                              | Music of the Week (Week 2)              | Vinto     | Good Day                  |                               |
| 2021 | T-POP Stage                              | Music of the Week (Week 6)              | Vinto     | Thanos                    |                               |
| 2021 | T-POP Stage                              | Music of the Week (Week 20)             | Vinto     | Summer Fireworks          |                               |
| 2021 | T-POP Stage                              | Music of the Week (Week 21)             | Vinto     | Summer Fireworks          |                               |
| 2021 | JOOX Thailand Music Awards               | Top Social Artist of the Year           | Nominato  |                           |                               |
| 2021 | T-POP Stage Show                         | Music of the Week (Week 9)              | Vinto     | SPACEMAN                  |                               |
| 2021 | Howe Awards 2020                         | New Generation Award                    | Vinto     |                           |                               |
| 2021 | Howe Awards 2020                         | Best Male Singer                        | Vinto     |                           |                               |
| 2021 | Maya Awards 2021                         | People's Choice Solo Artist             | Vinto     |                           |                               |
| 2021 | Music Library Best Of 2021               | Popular Vote Artist of the Year         | Vinto     |                           |                               |
| 2022 | T-POP Stage                              | Music of the Week (Week 18)             | Vinto     | Before 4:30 (She Said...) |                               |
| 2022 | T-POP Stage                              | Music of the Week (Week 19)             | Vinto     | Before 4:30 (She Said...) |                               |
| 2022 | T-POP Stage                              | Music of the Week (Week 20)             | Vinto     | Before 4:30 (She Said...) |                               |